# Me 410戰鬥機
梅塞施密特Me 410暱稱大黃蜂，在第二次世界大戰期間是屬於德國空軍的一款重型戰鬥機與快速轟炸機，它的前身就是以災難性的操控性聞名的Me 210戰鬥機。雖然只是針對前型作一個簡約的修改，但為了與失敗的Me 210做個切割故改稱為Me 410。

## Me 410的設計與開發
Me 210的設計計畫早在1939年就開始進行了，但由於Me 210的飛控性能極不穩定故一直都未付諸全面量產，最後將Me 210系列中性能較為優越的Me 210 D型作為基礎重新開發出新的機體也就是所謂的Me 410。
兩者最大的不同在於Me 410採用的是體積更大、輸出功率更強的戴姆勒－朋馳DB 603A型發動機，它的輸出功率可達1,750德制馬力（1,730馬力，1,290千瓦）遠比Me 210C所採用戴姆勒-朋馳DB 605輸出功率只有1,475德制馬力來的優異。發動機性能的提升讓Me 410的極速可達625公里/時（388英里/時），同時在實用升限與爬升率跟前型相比皆有一定幅度的改善，尤其在巡航速度方面可達579公里/時（360英里/時）。在炸彈掛載方面在機鼻的彈艙內可以攜帶更多的炸彈，由於換裝更強力的發動機的關係故可以在機翼下方多掛載4枚50公斤（110磅）炸彈；與Me 210的載彈量相比多出了680公斤（1,500磅）的炸彈。
Me 410與Me 210相比，前者擁有更長的機身與全新的前緣縫翼，這兩項設計被證實裝備在Me 210上可以顯著提升它的飛控性能。縫翼原本是早期Me 210機型的特徵，但由於無法有效的操控故在生產線予以移除。當開始進行急轉彎時，縫翼將會打開進而造成在縫翼區域的氣流改變這個問題首先在Bf 109E原型機上面被發現到。
第一架飛機於1943年1月開始交貨，相較於原本的計畫幾乎足足慢了2年，主要是由位於奧格斯堡的梅塞施密特廠與慕尼黑的都尼爾廠負責生產。到1944年9月時總共交付了1,160架各式的機型。服役之後，飛行員相當喜歡這架飛機，並在1944年上半年在攔截美軍轟炸機任務上發揮了可怕的效率，可惜增進的性能還是無法改變雙發重型機的拘限，使之在面对盟軍的高性能戰鬥機時依然十分脆弱。

## Me 410各種機型
- Me 410 A，發動機：DB 603A型；武裝系統：2挺7.92毫米（.312英吋）MG 17機槍、2門20毫米MG 151/20機炮與2挺後方防衛用13毫米MG 131重機槍。[1]

- A-1 輕轟炸機（Light bomber）

- A-1/U1偵察機，移除掉MG 151/20機砲並在炸彈艙安裝偵察照相系統。。
- A-1/U2驅逐機，武裝系統：安裝1具WB 151A武裝莢艙可攜帶2挺MG 151/20機炮與250發炮彈。。
- A-1/U4戰轟機

- A-2驅逐機，但由於雙聯發的30毫米（1.18英吋）MK 108機炮（MK 108 cannon）未能配備故被迫取消。Me 410A還有一個特徵就是彈艙可以攜帶空對地或是空對空武器。有3種改裝套件可供使用：

- A-2/U2/R2驅逐機，在彈艙加裝2門MK 108機炮，並將在機鼻的樹脂玻璃片替換成金屬材質。
- A-2/U2/R5驅逐機，在彈艙加裝4門MG 151/20機炮，總計有6門機炮。

- A-2/U4：轟炸機殺手，主要是加裝服役於三號戰車的主炮修改而成的50毫米（2英吋）BK 5航空機炮（BK 5 cannon），可以攜帶21發炮彈，Me 410攜帶50毫米KwK 39 L/60炮（5 cm KwK 39）時，可在遠距離對轟炸機射擊秒速達914米（1,000碼）初速的炮彈。不過問題叢生。

- A-3：長距離偵察機，加裝照相機與額外的燃料，也就是俗稱的Staffeln。1944年早期只有3架進入服役，1架在西線其餘2架皆在東線。由於為執行長距離偵察任務，故將炸彈艙移作容納一具650 L（170 US gal）燃料槽，並將後衛型砲塔也移作容納一具700 L（180 US gal）燃料槽。

- Me 410 B：

- B-1輕轟炸機，發動機：採用2×DB 603G型，武器系統：同A-1機型。
- B-2驅逐機，發動機：同B-1機型，武器系統：同A-2機型。

- B-2/U1偵察機，加裝武器系統的B-1/U1。
- B-2/U2驅逐機，加裝武器系統版的B-1/U2。
- B-2/U4戰轟機，加裝武器系統版的B-1/U4。

- B-3偵察機，發動機：同B-1機型。
- B-5魚雷轟炸機，發動機：同B-1機型，武器系統：攜帶2枚400kg (882lb)BT400或是攜帶2枚200kg（441lb）BT200魚雷。
- B-6魚雷轟炸機，安裝FuG 200，武裝系統：2挺MG 151/20機炮、2挺MK 103機炮與2挺MG 131機槍。
- B-7：日間偵察機，只有原型機並未付諸生產。
- B-8：夜間偵察機，只有原型機並未付諸生產。

- Me 410 C從1944年早期所開發出來適用於高海拔作業的機型，並將機翼增長到18.25 m（60 ft）或 20.45 m（67 ft）。更大的機翼可讓起落架從後方收納。並可選擇安裝DB 603JZ、或是有加裝渦輪增壓器的BMW 801J發動機以及有安裝2段式機械式增壓器的Jumo 213發動機，換裝新式四葉形螺旋槳。BMW 801星型引擎採用氣冷系統至於DB 603與Jumo 213則選用環狀散熱器，故將機翼底下的散熱器予以移除。但終究未付諸量產，原因在發動機並未發展成熟。

- Me 410 D是將B系列的高海拔性能做一次性能提升，但與C型不盡相同。D型配備DB 603 JZ型發動機，並使其前段機身變得更流線型以求降低阻力並增加視野。為了節約戰略資源，機翼外側有部份改採木質，並生產了數架。但其結果，就如其它許多選用木質結構的企圖相同，Goldschmitt公司位於Wuppertal生產木材黏著劑Tego film的工廠，被英國皇家空軍在一次夜間轟炸中炸毀。取代Tego film的酸性黏劑對木材有太大的腐蝕性，有破壞木質的傾向。

由於戰爭使生產和物料資源日漸短缺，1944年8月終於停止量產此機種，以便集中資源生產Bf 109 G型戰鬥機，在此之前總共建造了1,160架Me 410。

## 主要性能參數（Me 410 A-1）
基本信息
- 机组：2（飛行員及炮手）

性能
武器

- 機槍：

  - 2×7.92 mm（.312 in）MG 17機槍攜帶1000發子彈，可向前開火。
  - 2×20 mm MG 151/20機砲攜帶350發砲彈，可向前開火。
  - 2×13 mm（.51 in）MG 131重機槍攜帶500發子彈，在機身兩側各一挺，由座艙後方炮手用FDSL 131/1B遙控操作，向後方射擊。
- 炸彈：重達1,000公斤（2,204磅）[6]

### 書籍
- Caldwell, Donald; Muller, Richard, , London: Greenhill Books, 2007, ISBN 978-1-85367-712-0.
- Hess, William N., , St. Paul, Minnesota: Motorbook International, 1994, ISBN 0-87938-881-1.
- Stocker, Werner; Petrick, Peter, , Midland Publishing, 2007, ISBN 1-85780-271-3.
- Scutts, J., , Oxford: Osprey Publishing, 1994, ISBN 1-85532-447-4.

## 外部連結
- Me 410 at the Royal Air Force Museum, Cosford
- German WW II manual for Me 410A-1/U-4's Bordkanone BK 5 cannon installation （页面存档备份，存于）